# Gentianella graminea
Gentianella graminea là một loài thực vật có hoa trong họ Long đởm. Loài này được (Kunth) Fabris mô tả khoa học đầu tiên năm 1958.